# برشت (آلمان)
برشت (به آلمانی: Brest) یک شهر در آلمان است که در Harsefeld واقع شده‌است. برشت ۸۲۳ نفر جمعیت دارد.